# Ponte di Nona
Ponte di Nona, conosciuta anche come Nuova Ponte di Nona, è un'area urbana di Roma Capitale, situata in zona Z. X Lunghezza, nel territorio del Municipio Roma VI.
Sorge a ridosso dell'autostrada A24, immediatamente al di fuori del Grande Raccordo Anulare, sulla via del Ponte di Nona, tra via Prenestina e via Collatina.

## Storia
Il territorio prende il nome dal piccolo casale con una estensione di quasi 70 ettari, che comprendeva un antico ponte romano del II secolo a.C. costruito in Lapis gabinus, composto di 7 archi e lungo 320 piedi pari a circa 90 metri, distante nove miglia dalla porta Esquilina lungo la via Prenestina, appartenuto al monastero femminile di Campomarzio, noto anche con il nome di Loretum che venne concesso nel 1074 all'abbazia di San Paolo fuori le mura. Confinava con le tenute Benzoni, Pantano e Salone.
Il toponimo precedentemente indicava la frazione che ha cambiato denominazione in Villaggio Falcone nel 2008, ora spesso indicato come "Ponte di Nona Vecchio", comprendente palazzine e case popolari. Dal 2002 in poi sono sorte nell'area una zona di nuova costruzione privata, Nuova Ponte di Nona, una zona di abitazioni in edilizia convenzionata, Colle degli Abeti, e una terza zona di edilizia popolare ATER. Solo la prima citata in edilizia privata fa parte dell'omonimo consorzio "Nuova Ponte di Nona".
Dove prima c'era solo via Ponte di Nona, stretta stradina di collegamento tra la via Prenestina e la via Collatina, ora è cresciuto un complesso abitativo che conta, al dicembre 2007, circa 20 000 abitanti (previsti 40.000/50.000 al completamento dei lavori).
Nuova Ponte di Nona è uno tra i primi quartieri ad essere stati progettati a partire da zero, secondo una nuova tipologia di convenzione tra l'ente locale e i costruttori, stipulata nel 1995, ed entrata nel vivo a partire dal 2002.
Gli edifici sono stati costruiti da un gruppo di società edilizie consorziate, che hanno acquistato gli appezzamenti di terreno, adibiti ad uso agricolo fino all'inizio degli anni novanta, quindi hanno suddiviso l'area in gruppi di costruzioni. Ogni gruppo è caratteristico per lo stile e l'architettura degli edifici.
Il 31 marzo 2007 è stato inaugurato uno tra i più grandi centri commerciali retail d'Europa, denominato "Roma Est". Durante i lavori di edificazione sono stati rinvenuti numerosi reperti archeologici che testimoniano la presenza di ville di epoca romana. Nelle vicinanze erano inoltre ubicati un santuario e un centro abitato di età romana.

Il 10 dicembre 2016 viene inaugurata la grande chiesa del quartiere intitolata a Madre Teresa di Calcutta e disegnata dall'architetto Marco Petreschi. La chiesa è destinata, per volere di Papa Francesco, a diventare memoria architettonica dell'Anno Santo 2016, simbolo del Giubileo Straordinario della Misericordia. La chiesa è:
dedicata a Dio, onnipotente e buono, in onore di Santa Teresa di Calcutta, come frutto dell’Anno Santo Straordinario della Misericordia, voluto da Papa Francesco.
La parrocchia è molto attiva, guidata dal Parroco “Don Maurizio. È molto frequentata la scuola di Teatro parrocchiale e il corso di Chitarra. Ricordiamo anche la partecipazione degli Scout nel quartiere. Nel 2023 è stato annunciato anche il Coro Junior per dare la possibilità di animare la Santa Celebrazione anche ai più piccoli. Parrocchia animata anche dal Gruppo Giovanissimi, formato da ragazzi che organizzano eventi e attività. 

## Parchi
Il quartiere, edificato in un'area dell'Agro romano, è decisamente ricco di verde e dispone di ben tre parchi: il parco Leonardo Sinisgalli (Casale Rosso), il parco Gastinelli che prende nome dall'omonima via, e il ben più importante parco archeologico "Antica Collatina" che confina a nord con la riserva naturale Valle dell'Aniene e a ovest con parco dell'Acqua Vergine. Nel parco archeologico "Antica Collatina" è possibile visitare l'oasi del lago naturale.

## Cinema
Via Ponte di Nona nel 1956 è stata location del film Totò, Peppino e la... malafemmina, riconoscibile nella scena dove Totò e Peppino, su di un calesse, lanciavano sassi sulla finestra del loro confinante e rivale Mezzacapa.
Riconoscibili sono la casa all'incrocio tra via Ponte di Nona e via Prenestina, che nel film è la Fattoria Mezzacapa e, più avanti, sempre su via Ponte di Nona, la Proprietà F.lli Caponi e Nipote.
Nel film Tutta colpa di Freud (2014 Medusa) Alessandro (Alessandro Gassmann), architetto cinquantenne sposato con Claudia (Claudia Gerini), ha una relazione con Emma (Laura Adriani), diciottenne che è figlia di Francesco (Marco Giallini) l'analista cinquantenne protagonista del film. Alcune delle scene di momenti trascorsi dalla coppia Alessandro ed Emma sono state girate dentro il centro commerciale "Roma Est" nel negozio "Ovvio" dove Alessandro lavora come arredatore.
Alcune scene del film Brutti e cattivi sono state girate tra viale Caltagirone e il centro commerciale "Roma Est" nel maggio 2016.
Molte scene di Martedì e venerdì, film ideato dal Famoso Cantante Fabrizio Moro, è stato girato nel Quartiere. Precisamente alcune scene davanti alla parrocchia. Altre vicino alla Pizzeria Antenati, nelle vicinanze di Piazza Muggia.

## Odonimia
Le strade sono quasi tutte intitolate ad architetti, ingegneri e progettisti.

## Infrastrutture e trasporti

### Strade
È raggiungibile dall'omonimo svincolo dell'autostrada A24.

### Ferrovie
|  | È raggiungibile dalla stazione di Ponte di Nona. |

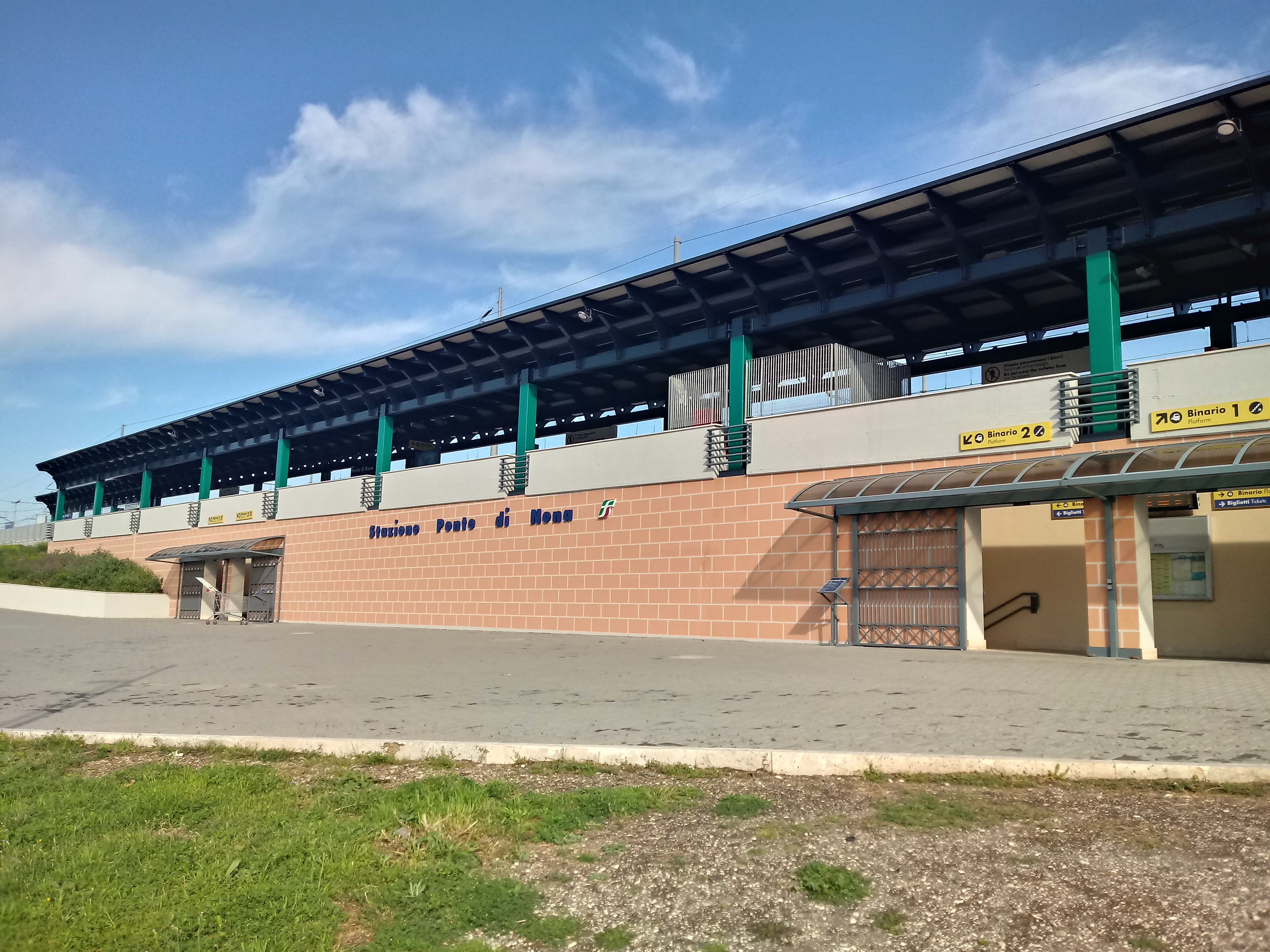
La stazione ferroviaria di Ponte di Nona

La stazione è stata inaugurata il 4 aprile 2016, ed offre collegamenti diretti con la stazione Tiburtina e Termini.

### Centro idrico
Il 22 aprile 2011, finanziato da parte di Acea Ato 2, è stato inaugurato il nuovo Centro Idrico Ponte di Nona. Acea Ato 2 con un finanziamento di 7 324 000 euro ha realizzato un fungo-serbatoio sopraelevato alto 45 metri con una capacità di 550 metri cubi, uno di accumulo, seminterrato che può contenere fino 6 300 metri cubi, un impianto di pompaggio dell'acqua e tubazioni di collegamento con le condotte dell'Acqua Marcia.
Il nuovo impianto che sorge al chilometro 15,5 della Prenestina a Ponte di Nona servirà la zona est di Roma: Lunghezza, Acqua Vergine, Borghesiana, Torre Angela.

### Progetto Montaggio Settore Antica Collatina
In data 5 ottobre 2015 il consorzio, che fin dalle sue origini ha dato inizio ai lavori di costruzione del quartiere Nuova Ponte di Nona, ha avviato il progetto di rimontaggio di un settore dell'antica via Collatina con termine dei lavori previsto il prossimo 31 gennaio 2016. Il consorzio ha incaricato l'impresa Land s.r.l. che rimonterà sopra il cavalcavia pedonale, prospiciente al centro commerciale Roma Est e che sovrasta via Grappelli, il tratto di Collatina antica dissotterrato durante i lavori di realizzazione del quartiere.